# Sierakowice (Slezské vojvodství)
Sierakowice (německy Schierakowitz, dříve Gross Schierakowitz, Graummannsdor) je starostenská vesnice ve gmině Sośnicowice, okres Gliwice, Slezské vojvodství v Polsku.
V letech 1975–1998 obec byla pod administrativou Katovického vojvodství.

## Název
Název se odvozuje od zakladatele vesnice Sieraka. Německý lingvista Heinrich Adamy ve svém díle o místních názvech ve Slezsku, které vyšlo v roce 1888 ve Vratislavi, jako nejstarší název uvádí Sierakowice s vysvětlením významu Dorf des Sierak, tj. polsky Wieś Sieraka (česky: Vesnice Sieraka).
V latinském spise Liber fundationis episcopatus Vratislaviensis je vesnice nazývána Syracowitz polonicum.

## Historie
První zmínky o farnosti pocházejí z 14. století, ale první písemné zmínky jsou z roku 1447. V roce 1952 byla ve vesnici postavena základní škola. V období 1999–2005 bylo zde gymnasium.

## Informace
K vesnici náležejí ještě části:
- Gajówka
- Sierakowiczki

V roce 2011 ve vesnici žilo 1131 obyvatel (z toho 552 mužů a 579 žen).
Sierakowice zaujímají 21% z povrchu gminy Sośnowice. Plocha lesů zaujímá cca 1600 ha, tj. 67 % plochy vesnice, 29% zaujímá zemědělská půda a 4 % (tj. cca 100 ha) připadá na zástavbu a silnice.

## Památky
- Kostel svaté Kateřiny Alexandrijské – dřevěný kostel, který pochází z roku 1675
- Kaplička Jana Nepomuckého se nachází v blízkosti kostela

## Doprava
Vesnicí prochází vojvodská silnice č. 408 (Kandřín-Kozlí, Opolské vojvodství–Gliwice, Slezské vojvodství).

## Turistika
Vesnicí prochází turistická trasa:
- Stezka slezských povstalců
- Okružní stezka kolem Gliwic
- Trasa Sto let turistiky
- Stezka dřevěné architektury ve Slezsku